# Isztrákos
Isztrákos (Stracoș), település Romániában, a Partiumban, Bihar megyében.

## Fekvése
Magyarcsékétől északra, Félixfürdőtől délkeletre, Tasádfő és Drágcséke közt fekvő település.

## Története
Isztrákos nevét 1508-ban említette először oklevél Iztrakos néven.
1808-ban Sztrákos, 1913-ban Isztrákos néven írták.
1851-ben Fényes Elek írta a településről:
Bihar vármegyében, hegyes dombos vidéken, 315 óhitü lakossal, anyatemplommal. Határa 2619 hold, ... Birja gr.
Frimont Béla
1910-ben 574 lakosából 108 magyar, 5 szlovák, 457 román volt. Ebből 63 római katolikus, 40 református, 446 görögkeleti ortodox volt.
A trianoni békeszerződés előtt Bihar vármegye Magyarcsékei járásához tartozott.